# Агиос Атанасиос (Кожани)
Агиос Атанасиос (на гръцки: Άγιος Αθανάσιος) е южен квартал на македонския град Кожани (Козани), Гърция.

## География
Кварталът е разположен южно от железопътната линия около едноименната църква „Свети Атанасий“.

## История
Кварталът е основан през 60-те години на XX век. За пръв път е регистриран в 1971 година като отделно селище. По-късно е присъединен към града.
| Година    | 1913 | 1920 | 1928 | 1940 | 1951 | 1961 | 1971 | 1981 | 1991 | 2001 | 2011 | 2021 |
| --------- | ---- | ---- | ---- | ---- | ---- | ---- | ---- | ---- | ---- | ---- | ---- | ---- |
| Население |      |      |      |      |      |      | 418  |      |      |      |      |      |